# Potres u Banjoj Luci 1969.
Potres u Banjoj Luci 1969., bio je potres jačine 8 stupnjeva po Mercallijevoj, ili 6 stupnjeva po Richterovoj ljestvici, koji se dogodio 27. listopada 1969. godine. Počeo je neuobičajeno jakim „prethodnim udarom“, u noći 26. listopada u 2:55 sati; podrhtavanje tla nastavilo se do 8:53. Potres se zbio u 16:35. Hipocentar bio je 20 kilometara ispod grada.
Potres iz 1969. godine opustošio je grad. Poginulo je 15 Banjolučana, a 1117 ljudi bilo je teže i lakše ozlijeđeno. Materijalna šteta bila je ogromna. Potpuno je uništeno 86 000 stanova. Velika oštećenja nanesena su školskim (266), kulturnim (146), zdravstvenim (133), društvenim i objektima javne uprave i administracije (152). Privreda je pretrpila značajne gubitke. Sva poduzeća su u narednome razdoblju radila sa značajno smanjenim kapacitetima, a neka su potuno prestala s proizvodnjom. Autobusi su iz Banje Luke odvezli osnovce i srednjoškolce koji su, skoro započetu, školsku godinu završili u raznim krajevima Jugoslavije. Ubrzo je počela rekonstrukcija i sanacija devastiranih objekata, obnovljena je gradska infrastruktura i započela je brza urbanizacija.